# Drosophila micromettleri
Drosophila micromettleri este o specie de muște din genul Drosophila, familia Drosophilidae, descrisă de Heed în anul 1989.
Este endemică în Dominican Republic. Conform Catalogue of Life specia Drosophila micromettleri nu are subspecii cunoscute.